# Môle défensif du Lomont
Le môle défensif du Lomont (ou rideau défensif du Lomont) est un ensemble de fortifications du système défensif Séré de Rivières situé au sud de la place fortifiée de Belfort.

## Histoire
Au lendemain de la défaite française de 1870-1871, la place de Belfort, important nœud de communications routières et ferroviaires, est choisie, avec Épinal, Toul et Verdun pour constituer la "première ligne" du système de défense mis au point par Séré de Rivières. Le Môle défensif du Lomont, située au sud de Belfort, est réalisé afin d'assurer une ultime ligne de défense si les défenses de la place de Belfort venaient à capituler.
Durant l'Entre-deux-guerres, ses éléments sont intégrés à la ligne Maginot.

## Forts composant le Môle défensif
- Fort Lachaux jusqu'en 1906 puis Place fortifiée de Belfort
- Fort du Mont-Bart
- Batterie des Roches
- Fort du Lomont